# Ralph Isaacs Ingersoll
Ralph Isaacs Ingersoll, född 8 februari 1789, död 26 augusti 1872, var en amerikansk politiker och ledamot av USA:s representanthus från Connecticut.

## Tidigt liv
Ralph Isaacs Ingersoll föddes i New Haven, Connecticut. Han studerade klassiska ämnen och tog examen från Yale College 1808. Därefter studerade han juridik och antogs till advokatsamfundet 1810. Han började praktisera juridik i New Haven.

## Politisk karriär
Ingersoll var ledamot av Connecticuts representanthus 1820-1825 och var talman där de två sista åren. Han valdes som anhängare av Adams till USA:s representanthus två mandatperioder, följt av två mandatperioder som anti-Jackson-kandidat. Han tjänstgjorde från den 4 mars 1825 till den 3 mars 1833. Valen till mandatperioderna skedde på amerikanskt vis i november året innan mandatperiodens början och han kandiderade inte till omval 1832.
Han återupptog sin juristpraktik och var åklagare för New Haven County 1833. Han tackade nej ett erbjudande om att bli senator för Connecticut som han fick av guvernören Henry W. Edwards sedan senatorn Nathan Smith avlidit 1835. Han var USA:s ambassadör till Ryssland från den 8 augusti 1846 till den 1 juli 1848, då han avgick från uppdraget. Han tog återigen upp sin juristpraktik och var borgmästare i New Haven 1851.
Han avled 1872 och begravdes på Grove Street Cemetery.

## Familj
Ingersoll var gift med Margaret, född Van den Heuvel. Deras son Charles R. Ingersoll var guvernör i Connecticut från 1873 till 1877.